# Ilmowik
Ilmowik (ros. Ильмовик) – wieś w Rosji, w rejonie czerepowieckim obwodu wołogodzkiego. W 2010 liczyła 50 mieszkańców.